# Labrinth
Labrinth, artiestennaam van Tim McKenzie (Londen, 4 januari 1989), is een Britse singer-songwriter en producer.
In maart 2010 brak hij door in het Verenigd Koninkrijk met de single Pass out van Tinie Tempah, die Labrinth mede geschreven had en waarop hij tevens meezong. Het werd een nummer 1-hit in de UK Singles Chart. Zijn eerste solonummer Let the sun shine kwam uit in september 2010 en bereikte in diezelfde lijst de derde positie. Meer grote hits volgden met Earthquake (eveneens een samenwerking met Tinie Tempah) en Last time. Zijn debuutalbum Electronic Earth verscheen op 2 april 2012 en werd in zijn thuisland met een gouden plaat bekroond.
Eind 2012 scoorde Labrinth een grote internationale hit met Beneath your beautiful, een duet met Emeli Sandé. Hij werkte in de jaren daarna tevens samen met artiesten als Sigma, Kygo, Noah Cyrus, Stefflon Don en (nogmaals) Tinie Tempah. Samen met de Australische zangeres Sia en de Amerikaanse dj Diplo brengt Labrinth ook muziek uit onder de naam LSD.
In november 2019 bracht Labrinth zijn tweede studioalbum uit, genaamd Imagination & the misfit kid.

## Bandleden
Labrinths liveband bestaat uit de volgende muzikanten:
- Labrinth – zang, gitaar
- Tom Guy – bas, synthesizer
- Nathaniel "DetoNate" Ledwidge – keyboard
- Andy Gangadeen – drums
- Paul Jones – drums (back-up)

## Discografie

### Albums
| Album met eventuele hitnotering(en) in de Nederlandse Album Top 100 | Datum van verschijnen | Datum van binnenkomst | Hoogste positie | Aantal weken | Opmerkingen             |
| ------------------------------------------------------------------- | --------------------- | --------------------- | --------------- | ------------ | ----------------------- |
| Electronic Earth                                                    | 02-04-2012            | -                     |                 |              |                         |
| Labrinth - Sia - Diplo present... LSD                               | 12-04-2019            | 20-04-2019            | 16              | 6            | met Sia & Diplo als LSD |
| Imagination & the misfit kid                                        | 22-11-2019            | -                     |                 |              |                         |

| Album met hitnotering(en) in de Vlaamse Ultratop 200 albums | Datum van verschijnen | Datum van binnenkomst | Hoogste positie | Aantal weken | Opmerkingen             |
| ----------------------------------------------------------- | --------------------- | --------------------- | --------------- | ------------ | ----------------------- |
| Labrinth - Sia - Diplo present... LSD                       | 2019                  | 20-04-2019            | 72              | 3            | met Sia & Diplo als LSD |

### Singles
| Single met eventuele hitnotering(en) in de Nederlandse Top 40 | Datum van verschijnen | Datum van binnenkomst | Hoogste positie | Aantal weken | Opmerkingen                                                 |
| ------------------------------------------------------------- | --------------------- | --------------------- | --------------- | ------------ | ----------------------------------------------------------- |
| Earthquake                                                    | 2011                  | 31-12-2011            | tip15           | -            | met Tinie Tempah / Nr. 69 in de Single Top 100              |
| Beneath your beautiful                                        | 22-10-2012            | 24-11-2012            | 16              | 17           | met Emeli Sandé / Nr. 15 in de Single Top 100 / Alarmschijf |
| Jealous                                                       | 2014                  | -                     |                 |              | Nr. 46 in de Single Top 100                                 |
| Fragile                                                       | 2016                  | 26-03-2016            | tip9            | -            | met Kygo / Nr. 78 in de Single Top 100                      |
| Make me (cry)                                                 | 2016                  | -                     |                 |              | met Noah Cyrus / Nr. 65 in de Single Top 100                |
| Audio                                                         | 2018                  | -                     |                 |              | met Sia & Diplo als LSD / Nr. 71 in de Single Top 100       |
| Thunderclouds                                                 | 2018                  | 18-08-2018            | tip5            | -            | met Sia & Diplo als LSD                                     |
| Titans                                                        | 2021                  | 27-03-2021            | tip28*          |              | met Sia, Diplo en Major Lazer                               |

| Single met hitnotering(en) in de Vlaamse Ultratop 50 | Datum van verschijnen | Datum van binnenkomst | Hoogste positie | Aantal weken | Opmerkingen             |
| ---------------------------------------------------- | --------------------- | --------------------- | --------------- | ------------ | ----------------------- |
| Earthquake                                           | 2011                  | 10-12-2011            | tip6            | -            | met Tinie Tempah        |
| Express yourself                                     | 2012                  | 23-06-2012            | tip22           | -            |                         |
| Beneath your beautiful                               | 2012                  | 15-12-2012            | 4               | 19           | met Emeli Sandé         |
| Lover not a fighter                                  | 2014                  | 01-03-2014            | tip60           | -            | met Tinie Tempah        |
| Let it be                                            | 2014                  | 18-10-2014            | tip50           | -            |                         |
| Jealous                                              | 2014                  | 20-12-2014            | tip54           | -            |                         |
| Higher                                               | 2015                  | 16-05-2015            | 47              | 2            | met Sigma               |
| Make me (cry)                                        | 2016                  | 10-12-2016            | tip20           | -            | met Noah Cyrus          |
| Genius                                               | 2018                  | 19-05-2018            | tip             | -            | met Sia & Diplo als LSD |
| Audio                                                | 2018                  | 02-06-2018            | tip             | -            | met Sia & Diplo als LSD |
| Thunderclouds                                        | 2018                  | 01-09-2018            | tip1            | -            | met Sia & Diplo als LSD |
| No new friends                                       | 2019                  | 20-04-2019            | tip             | -            | met Sia & Diplo als LSD |

### NPO Radio 2 Top 2000
| Nummer met noteringen in de NPO Radio 2 Top 2000 | '13  | '14  | '15  |
| ------------------------------------------------ | ---- | ---- | ---- |
| Beneath Your Beautiful (met Emeli Sandé)         | 1442 | 1280 | 1753 |

1. ↑  Een vetgedrukt getal geeft de hoogste notering aan.
2. ↑  2013 was het eerste jaar met een notering voor dit nummer.
3. ↑  Deze tabel is bijgewerkt tot en met de laatste editie (2024).

- Bibsys: 13029858
- Bibliothèque nationale de France: cb16678428w (data)
- Gemeinsame Normdatei: 1029786941
- International Standard Name Identifier: 0000 0001 2001 1194
- Library of Congress Control Number: no2011077512
- MusicBrainz: dc99e6fd-c710-4f79-b74b-127b4d0b7849
- Istituto Centrale per il Catalogo Unico: DDSV176419
- Virtual International Authority File: 21145969937932250234